# Anomodon perpusillus
Anomodon perpusillus là một loài rêu trong họ Thuidiaceae. Loài này được (De Not.) Garov. mô tả khoa học đầu tiên năm 1840.